# Odynerus lemuriensis
Odynerus lemuriensis är en stekelart som beskrevs av Giordani Soika. Odynerus lemuriensis ingår i släktet lergetingar, och familjen Eumenidae. Inga underarter finns listade i Catalogue of Life.